# Culicoides ochrothorax
Culicoides ochrothorax är en tvåvingeart som beskrevs av Carter 1919. Culicoides ochrothorax ingår i släktet Culicoides och familjen svidknott. Inga underarter finns listade i Catalogue of Life.